# Comuna de Praszka
Praszka (polaco: Gmina Praszka) é uma gminy (comuna) na Polónia, na voivodia de Opole e no condado de Oleski. A sede do condado é a cidade de Praszka.
De acordo com os censos de 2006, a comuna tem 13 876 habitantes, com uma densidade 135 hab/km².

## Área
Estende-se por uma área de 102,8 km², incluindo:
- área agrícola: 66%
- área florestal: 26%

## Demografia
Dados de 30 de Junho de 2006:
|                      | Total   | Total | Mulheres | Mulheres | Homens  | Homens |
| -------------------- | ------- | ----- | -------- | -------- | ------- | ------ |
|                      | pessoas | %     | pessoas  | %        | pessoas | %      |
| População            | 13 876  | 100   | 7064     | 50,9     | 6812    | 49,1   |
| Densidade (pop./km²) | 135     | 100   | 68,7     | 68,7     | 66,3    | 66,3   |

De acordo com dados de 2002, o rendimento médio per capita ascendia a 1141,03 zł.

## Subdivisões
- Aleksandrów, Brzeziny, Gana, Kowale, Kuźniczka, Lachowskie, Prosna, Przedmość, Rosochy, Rozterk, Skotnica, Sołtysy, Strojec, Szyszków, Wierzbie, Wygiełdów.

## Comunas vizinhas
- Gorzów Śląski, Mokrsko, Pątnów, Radłów, Rudniki, Skomlin